# Microdipoena huisun
Espèce
Microdipoena huisun est une espèce d'araignées aranéomorphes de la famille des Mysmenidae.

## Distribution
Cette espèce est endémique de Taïwan,. Elle se rencontre dans le comté de Nantou.

## Description
La femelle holotype mesure 0,76 mm.

## Systématique et taxinomie
Cette espèce a été décrite par Zhang et Lin en 2023.

## Étymologie
Son nom d'espèce lui a été donné en référence au lieu de sa découverte, Huisun.

## Publication originale
- Zhang & Lin, 2023 : « Phylogenetic placement of eight poorly known spiders of Microdipoena (Araneae, Mysmenidae), with descriptions of five new species. » ZooKeys, vol. 1175, p. 333-373 (texte intégral).